# Carlos Vargas
Pour les articles homonymes, voir Vargas.
Carlos Vargas, né le 14 février 1999 à Ciudad Juárez au Mexique, est un footballeur mexicain qui évolue au poste d'arrière gauche au Cruz Azul.

## Biographie

### Club Tijuana
Carlos Vargas est formé au Club Tijuana au Mexique. Il fait ses débuts en professionnel lors d'un match de championnat contre le Santos Laguna, le 18 mars 2017. Ce jour-là, il est titularisé au poste de défenseur central, et la rencontre se termine par un match nul (1-1). En tout, il joue douze matchs en faveur de Tijuana.

### Club America
En juillet 2017, Carlos Vargas s'engage avec le Club América, où il retrouve l'entraîneur qui lui a donné sa chance à Tijuana, Miguel Herrera. Il joue son premier match de championnat sous ses nouvelles couleurs le 23 juillet 2017, contre le Querétaro FC, rencontre perdue par son équipe sur le score de un but à zéro.

### Cruz Azul
Le 18 janvier 2023, Carlos Vargas rejoint le Cruz Azul. Il signe un contrat de quatre ans, soit jusqu'en décembre 2026.

### En équipe nationale
Avec l'équipe du Mexique des moins de 20 ans, il participe au championnat de la CONCACAF des moins de 20 ans en 2018. Lors de cette compétition, il ne joue qu'une seule rencontre, face au Nicaragua. Le Mexique se classe deuxième du tournoi, derrière les États-Unis.
Avec l'équipe du Mexique des moins de 21 ans, il participe au Tournoi de Toulon en 2018, où il prend part à quatre matchs.

## Palmarès
Club América
- Champion du Mexique en 2018 (Tournoi d'ouverture)